# Ewa Kuls-Kusyk
Ewa Kuls-Kusyk (ur. 3 września 1991 w Gorzowie Wielkopolskim) – polska saneczkarka w konkurencji jedynek, uczestniczka Igrzysk Olimpijskich w Soczi (2014) i Pjongczangu (2018). Zawodniczka klubu UKS Nowiny Wielkie.
Jest mistrzynią Polski z 2016, 2017, 2018 i 2019  oraz wicemistrzynią z 2013, 2014 i 2015 roku. Najlepszym wynikiem w zawodach Pucharu Świata było 12. miejsce w Sankt Moritz w sezonie 2011/2012. Startowała na mistrzostwach świata: Atlenberg 2012 (19. miejsce), Whistler 2013 (24. miejsce), Sigulda 2015 (20. miejsce), Königssee 2016 (19. miejsce), Igls 2017 (24. miejsce)  oraz w mistrzostwach Europy 2013 (19. miejsce), mistrzostwach Europy 2014 (16. miejsce), mistrzostwach Europy 2015 (12. miejsce),  mistrzostwach Europy 2016 (18. miejsce),  mistrzostwach Europy 2017 (13. miejsce w jedynkach oraz 5. w sztafecie wraz z Maciejem Kurowskim, Wojciechem Chmielewskim i Jakubem Kowalewskim), mistrzostwach Europy 2018 (11. miejsce w jedynkach oraz 6. w sztafecie wraz z Maciejem Kurowskim, Wojciechem Chmielewskim i Jakubem Kowalewskim).
W lipcu 2019 roku zakończyła karierę sportową.

## Osiągnięcia

### Igrzyska olimpijskie
| Rok  | Miejsce    | Jedynki | Drużyna mieszana |
| ---- | ---------- | ------- | ---------------- |
| 2014 | Soczi      | 21.     | -                |
| 2018 | Pjongczang | 20.     | 8.               |

### Mistrzostwa świata
| Rok  | Miejsce    | Jedynki | Jedynki-sprint | Drużyna mieszana |
| ---- | ---------- | ------- | -------------- | ---------------- |
| 2012 | Altenberg  | 19.     | nie rozgrywano | 11.              |
| 2013 | Whistler   | 24.     | nie rozgrywano | 8.               |
| 2015 | Sigulda    | 20.     | nie rozgrywano | -                |
| 2016 | Königssee  | 19.     | 26.            | 8.               |
| 2017 | Igls       | 24.     | 22.            | -                |
| 2019 | Winterberg | 25.     | 28.            | 7.               |

### Mistrzostwa Europy
| Rok  | Miejsce   | Jedynki | Drużyna mieszana |
| ---- | --------- | ------- | ---------------- |
| 2013 | Oberhof   | 19.     | 9.               |
| 2014 | Sigulda   | 16.     | dsq              |
| 2015 | Soczi     | 12.     | dnf              |
| 2016 | Altenberg | 18.     | -                |
| 2017 | Königssee | 13.     | 5.               |
| 2018 | Sigulda   | 11.     | 6.               |
| 2019 | Oberhof   | 17.     | 6.               |

### Mistrzostwa świata juniorów
| Rok  | Miejsce | Jedynki | Sztafeta |
| ---- | ------- | ------- | -------- |
| 2010 | Igls    | 17.     | 7.       |
| 2011 | Oberhof | 18.     | 7.       |

### Puchar Świata

#### Miejsca w klasyfikacji generalnej
| Sezon     | Miejsce |
| --------- | ------- |
| 2011/2012 | 17.     |
| 2012/2013 | 28.     |
| 2013/2014 | 23.     |
| 2014/2015 | 24.     |
| 2015/2016 | 26.     |
| 2016/2017 | 21.     |
| 2017/2018 | 22.     |
| 2018/2019 | 32.     |

### Mistrzostwa Polski w saneczkarstwie
| Rok  | Miejsce       | Jedynki | Drużynowo |
| ---- | ------------- | ------- | --------- |
| 2011 | Krynica-Zdrój |         | 1.        |
| 2012 | Sigulda       | 7.      |           |
| 2013 | Sigulda       | 2.      | 3.        |
| 2014 | Sigulda       | 2.      | 5.        |
| 2015 | Sigulda       | 2.      | 1.        |
| 2016 | Sigulda       | 1.      | 1.        |
| 2017 | Sigulda       | 1.      | 3.        |
| 2018 | Sigulda       | 1.      | 1.        |
| 2019 | Sigulda       | 1.      | 1.        |